# Мысли о географии
Несколько мыслей о преподавании детям географии («Мысли о географии») — статья Н. В. Гоголя, «первая и едва ли не лучшая педагогическая работа Гоголя». Напечатана в «Литературной газете», 1831, № 1, от 1 января, стр. 4—7 под псевдонимом Г. Янов. В конце статьи после пометки «Продолжение обещано» следовало редакционное примечание: «Просим читателей смотреть на предложенную здесь статью, как на одно только начало. Автору, который совершенно посвятил себя юным питомцам своим, более всего желательно знать о сем предмете мнение ученых наших преподавателей. В последующих за сим мыслях читатели встретят, может быть, более нового, более относящегося к облегчению науки и приведению оной в ясность и понятность для детей». Примечание это, по всей вероятности, принадлежит О. М. Сомову, соредактору Дельвига по «Литературной газете», который способствовал привлечению в неё Гоголя.
В переработанном виде входит в Арабески (сборник) 1835 года.